# 拉莫盤唇鱨
拉莫盤唇鱨，為輻鰭魚綱鯰形目倒立鯰科盤唇鱨屬的其中一種，分布於非洲幾內亞與象牙海岸的卡瓦利河流域，體長可達5公分。

## 扩展阅读
維基物種上的相關：拉莫盤唇鱨